# Distretto di Pinglin
Il distretto di Pinglin (坪林區S, Pínglín QūP) è un distretto della municipalità di Nuova Taipei, situata a Taiwan.